# Wolfgang Pauli
Wolfgang Ernst Pauli (n. 25 aprilie 1900, Viena, Austro-Ungaria – d. 15 decembrie 1958, Zürich, cantonul Zürich, Elveția) a fost un fizician austriac care s-a remarcat prin teoria spinului, laureat al Premiului Nobel pentru Fizică în 1945.

## Biografie
Wolfgang Ernst Pauli s-a născut la Viena în anul 1900  ca fiu al medicului și chimistului Wolfgang Joseph Pauli și al soției acestuia, ziarista și activista pentru drepturile femeilor Bertha Kamilla, născută Schütz. Numele la naștere al tatălui era Wolf Pascheles, fiind  născut într-o binecunoscută familie de editori  evrei din Praga, Pascheles-Utitz. Un străbunic al lui Pauli fusese editorul numit și el Wolf Pascheles. Tatăl fizicianului s-a convertit de la iudaism la creștinismul romano-catolic și și-a schimbat numele la scurt timp înaintea căsătoriei sale în anul 1899. Mama, Bertha Schütz, a fost fiica scriitorului austriac evreu Friedrich Schütz și a fost crescută în credința romano-catolică a mamei ei. Numele mijlociu Ernst Pauli l-a primit în cinstea nașului său, fizicianul Ernst Mach. Pauli a crescut ca creștin catolic, deși, în cele din urmă, el și părinții săi au părăsit religia. La vârsta adultă el s-a considerat deist și „mistic”. Așa cum  a mărturisit într-o discuție cu istoricul israelian al științei Shmuel Sambursky în cursul unei vizite în Israel în anul 1957: „Contrar religiilor monoteiste, dar în conformitate cu misticismul tuturor popoarelor, eu cred ca realitatea ultimativă nu este personală”.
La 27 de ani era profesor la Institutul Politehnic din Zürich, pentru ca apoi să își continue activitatea didactică și științifică la Universitatea Princeton din SUA.

## Activitate științifică
În 1925, la numai 25 de ani, pentru explicarea structurii electronice a atomului, a formulat unul dintre cele mai importante principii ale fizicii teoretice contemporane, așa-numitul principiu de excluziune, care a primit ulterior numele său.
Acest principiu a fost stabilit ca rezultat al studierii sistemului periodic al lui Mendeleev și a teoriei cuantice a lui Niels Bohr și permite înțelegerea proprietăților sistemelor atomice și explică distribuția elementelor în sistemul periodic.
În lucrările ulterioare, Pauli a furnizat o generalizare a acestui principiu, stabilind valabilitatea sa pentru orice particulă cu spin întreg.
Câțiva ani mai târziu, în legătură cu necesitatea explicării fenomenelor din cadrul dezintegrării beta ({\displaystyle \beta }), Pauli a emis ipoteza existenței unei particule elementare neutre cu masa de repaus mult mai mică decât masa electronului (sau chiar nulă) și cu spinul semiîntreg.
Cu ajutorul existenței acestei particule, denumită neutrino, Pauli explica aparenta abatere de la legile de conservare a energiei și momentului cinetic în dezagregarea beta.
Tot lui Pauli îi aparține explicarea paramagnetismului gazului electronic în metale; el a elaborat și teoria spinului electronului, precum și o serie întreagă de studii importante asupra problemelor generale ale teoriei cuantice a câmpurilor de unde și asupra teoriei mezonice a forțelor nucleare.
A mai elaborat studii și asupra altor probleme importante ale fizicii teoretice.

## Scrieri
- Elektrokemie der Kolloide, 1929
- Teoria relativității (în germană, 1921)
- Principiile generale ale mecanicii ondulatorii
- Teoria relativistă a particulelor elementare